# Badge Engineering
Badge engineering é um termo que define a prática de comercializar um mesmo veículo sob duas ou mais marcas diferentes. A típica situação que deu ensejo à criação desta prática é a joint venture entre dois grupos independentes que se juntam com o objetivo de dividir os custos de desenvolvimento de um determinado modelo, o qual, por meio do "Badge Engineering" vem a ser comercializado por marcas dos dois parceiros. Com o surgimento de conglomerados automotivos a longo dos anos, a prática também passou a ser adotada para que um mesmo modelo desenvolvido pelo grupo gere produtos para várias marcas do seu portfólio.

## Exemplos
|  |  |  |

| Modelo                                                   | Rebatizado como                       | Onde |
| Chevrolet Celta                                          | Suzuki Fun                            | Argentina |
| Chevrolet Colorado                                       | GMC Canyon                            | Estados Unidos, Canadá                                                                                         |
| também como                                              | Isuzu i-Series                        | Estados Unidos                                                                                                 |
| também como                                              | Chevrolet S10                         | Brasil |
| Daewoo Kalos                                             | Chevrolet Aveo                        | Estados Unidos, Canadá, China, Sudeste Asiático, Europa Oriental, África do Sul, Oriente Médio, América do Sul |
| também como                                              | Chevrolet Kalos                       | Europa Ocidental                                                                                               |
| também como                                              | Suzuki Swift+                         | Canadá |
| também como                                              | Pontiac Wave                          | Canadá |
| também como                                              | Holden Barina                         | Austrália e Nova Zelândia (desde 2005-2006)                                                                    |
| Daewoo Matiz                                             | Chevrolet Matiz                       | Europa Ocidental                                                                                               |
| também como                                              | Chevrolet Spark                       | China, América do Sul, Europa Oriental, África do Sul, Oriente Médio, e Sudeste Asiático                       |
| também como                                              | Pontiac Matiz G2                      | México |
| Daewoo Lacetti                                           | Chevrolet Lacetti                     | Europa |
| também como                                              | Suzuki Reno                           | Estados Unidos                                                                                                 |
| também como                                              | Chevrolet Cruze                       | Brasil, Estados Unidos                                                                                         |
| também como                                              | Chevrolet Optra5                      | Canadá, Índia, Japão                                                                                           |
| também como                                              | Buick Excelle HRV                     | China |
| e as                                                     | Holden Viva                           | Austrália e Nova Zelândia                                                                                      |
| Daewoo Rezzo                                             | Chevrolet Tacuma/Rezzo                | Europa |
| também como                                              | Chevrolet Vivant                      | África do Sul, Chile                                                                                           |
| Daewoo Nubira                                            | Chevrolet Optra                       | Canadá, África do Sul, Índia, Chile                                                                            |
| também como                                              | Chevrolet Nubira                      | Europa Ocidental                                                                                               |
| também como                                              | Chevrolet Lacetti                     | Europa Oriental                                                                                                |
| também como                                              | Suzuki Forenza                        | Estados Unidos                                                                                                 |
| e as                                                     | Buick Excelle                         | China |
| Daewoo Magnus                                            | Chevrolet Evea                        | Europa |
| também como                                              | Suzuki Verona                         | América do Norte                                                                                               |
| também como                                              | Chevrolet Epica                       | Canadá, Chile, China, Colômbia                                                                                 |
| também como                                              | Holden Vectra                         | Austrália e Nova Zelândia*possivelmente (desde 2006)                                                           |
| Ford Fusion                                              | Mercury Milan                         | |
| e as                                                     | Lincoln Zephyr                        | |
| Ford Escape                                              | Mazda Tribute                         | Estados Unidos, Canadá, Japão                                                                                  |
| e as                                                     | Mercury Mariner                       | Estados Unidos                                                                                                 |
| Ford Ranger                                              | Mazda B-Series                        | América do Norte                                                                                               |
| Holden Commodore                                         | Chevrolet Lumina/Omega                | Oriente Médio, África do Sul, Sudeste Asiático, (como Lumina) América do Sul (como Omega)                      |
| Holden Monaro                                            | Vauxhall Monaro                       | Reino Unido |
| também como                                              | Pontiac GTO                           | Estados Unidos                                                                                                 |
| e as                                                     | Chevrolet Lumina Coupe                | Oriente Médio                                                                                                  |
| Holden Statesman                                         | Chevrolet Caprice                     | Oriente Médio                                                                                                  |
| e as                                                     | Daewoo Statesman                      | Coreia do Sul                                                                                                  |
| e as                                                     | Buick Royaum                          | China |
| Honda Civic                                              | Acura CSX                             | Canadá |
| Honda Integra                                            | Acura RSX                             | América do Norte                                                                                               |
| Honda Accord                                             | Acura TSX                             | América do Norte                                                                                               |
| Honda Inspire                                            | Honda Accord (USDM)                   | América do Norte, Austrália, Brasil                                                                            |
| Honda Legend                                             | Acura RL                              | América do Norte                                                                                               |
| Honda NSX                                                | Acura NSX                             | América do Norte                                                                                               |
| Isuzu Trooper                                            | Holden Jackaroo                       | Austrália, Nova Zelândia                                                                                       |
| também como                                              | Opel Monterey                         | Europa |
| Isuzu MU                                                 | Opel/Vauxhall/Holden Frontera         | Europa (as Opel), except UK (como Vauxhall) Austrália (como Holden Frontera)                                   |
| Mazda 323                                                | Ford Activa                           | Taiwan |
| também como                                              | Ford Lynx                             | Sudeste Asiático                                                                                               |
| também como                                              | Ford Laser/Meteor                     | Austrália |
| Mazda 626                                                | Ford Telstar                          | Austrália |
| Mazda Axela                                              | Mazda3                                | América do Norte, América do Sul, Europa, Ásia, Oriente Médio                                                  |
| Mazda Premacy                                            | Mazda5                                | Europa, América do Norte                                                                                       |
| Mazda Atenza                                             | Mazda6                                | América do Norte, América do Sul, Europa, Ásia, Oriente Médio                                                  |
| Nissan Cedric                                            | Infiniti M45                          | América do Norte                                                                                               |
| Nissan Cima                                              | Infiniti Q45                          | América do Norte                                                                                               |
| Nissan Primera                                           | Infiniti G20                          | América do Norte                                                                                               |
| Nissan Sunny (antigo modelo, ainda construído no México) | Nissan Sentra                         | América do Norte                                                                                               |
| também como                                              | Nissan V16                            | Chile |
| Nissan Skyline                                           | Infiniti G35                          | América do Norte, Coreia do Sul, Taiwan, Oriente Médio                                                         |
| Nissan Tiida                                             | Nissan Versa                          | Estados Unidos, Canadá                                                                                         |
| Opel Astra F (Sedan)                                     | Chevrolet Viva                        | Rússia |
| Opel Corsa B                                             | Buick Sail                            | China |
| também como                                              | Holden Barina                         | Austrália |
| Opel Zafira                                              | Subaru Traviq                         | Japão |
| também como                                              | Chevrolet Zafira                      | América do Sul                                                                                                 |
| também como                                              | Holden Zafira                         | Austrália |
| Peugeot 807                                              | Citroën C8                            | Europa |
| também como                                              | Fiat Ulysse                           | Europa |
| também como                                              | Lancia Phedra                         | Europa |
| Peugeot Boxer                                            | Citroën Jumper                        | Europa |
| também como                                              | Fiat Ducato                           | Europa |
| Pontiac Vibe                                             | Toyota Voltz                          | Japão |
| e as                                                     | Toyota Matrix                         | América do Norte                                                                                               |
| Renault Kangoo Express                                   | Nissan Kubistar                       | Europa |
| Renault Clio Symbol                                      | Nissan Platina                        | México, Chile                                                                                                  |
| Renault Clio                                             | Renault Lutecia                       | Japão |
| Renault Trafic                                           | Nissan Primastar                      | Europa |
| também como                                              | Opel/Vauxhall Vivaro                  | Europa (como Opel), exceto Reino Unido (como Vauxhall)                                                         |
| SEAT Cordoba                                             | VW Derby, VW Polo Classic e City Golf | Europa e México e China e Brasil e Argentina                                                                   |
| Subaru Forester                                          | Chevrolet Forester                    | Índia |
| Subaru Impreza                                           | Saab 9-2X                             | América do Norte                                                                                               |
| Suzuki Ignis                                             | Holden Cruze                          | Austrália, Nova Zelândia                                                                                       |
| também como                                              | Chevrolet Cruze                       | Ásia |
| Suzuki Wagon R                                           | Opel/Vauxhall Agila                   | Europa |
| Tata Indica                                              | Rover CityRover                       | Reino Unido |
| Toyota Altezza                                           | Lexus IS                              | América do Norte, Europa                                                                                       |
| Toyota Aristo                                            | Lexus GS                              | América do Norte, Europa                                                                                       |
| Toyota Avensis                                           | Scion tC                              | América do Norte                                                                                               |
| Toyota Aygo                                              | Citroën C1                            | Europa |
| também como                                              | Peugeot 107                           | Europa |
| Toyota bB                                                | Scion xB                              | Estados Unidos                                                                                                 |
| Toyota Celsior                                           | Lexus LS                              | América do Norte, Europa                                                                                       |
| Toyota Harrier                                           | Lexus RX                              | América do Norte, Europa, Ásia, Oriente Médio                                                                  |
| Toyota Ist                                               | Scion xA                              | Estados Unidos                                                                                                 |
| Toyota Soarer                                            | Lexus SC                              | América do Norte, Europa                                                                                       |
| Toyota Windom                                            | Lexus ES                              | América do Norte                                                                                               |

## Exemplos do passado
|  |  |  |  |

| Rebatizado como                              | Onde                                                                            | Modelo                     |                                 |
| Honda Inspire                                | Japão                                                                           | Acura TL (1999-2003)       |                                 |
| Toyota Cavalier                              | Japão                                                                           | Chevrolet Cavalier         |                                 |
| Pontiac Acadian                              | Canadá                                                                          | Chevrolet Chevette         |                                 |
| Pontiac Tempest                              | Canadá                                                                          | Chevrolet Corsica          |                                 |
| Holden Suburban                              | Austrália                                                                       | Chevrolet Suburban         |                                 |
| Opel/Vauxhall Sintra                         | Europa (como Opel), excepto Reino Unido (como Vauxhall)                         | Chevrolet Venture          |                                 |
| Dodge Omni                                   | Estados Unidos                                                                  | Chrysler Horizon           |                                 |
| Plymouth Horizon                             | Estados Unidos                                                                  | também como                |                                 |
| Simca Horizon                                | França                                                                          | e as                       |                                 |
| Talbot Horizon                               | Europa                                                                          | e as                       |                                 |
| Plymouth Voyager                             | Estados Unidos, Canadá                                                          | Dodge Caravan              |                                 |
| Mercury Mystique                             | Estados Unidos                                                                  | Ford Contour               |                                 |
| Mercury Lynx                                 | Estados Unidos                                                                  | Ford Escort                |                                 |
| VW Pointer                                   | América do Sul                                                                  | Ford Escort                |                                 |
| VW Logus                                     | América do Sul                                                                  | Ford Escort                |                                 |
| Mazda Navajo                                 | Estados Unidos                                                                  | Ford Explorer (2dr)        |                                 |
| Nissan Ute                                   | Austrália                                                                       | Ford Falcon (Utility)      |                                 |
| Mazda 121/Soho                               | Europa (como 121), África do Sul (como Soho)                                    | Ford Fiesta                |                                 |
| Mercury Tracer                               | Estados Unidos                                                                  | Ford Laser                 |                                 |
| Mazda MX-6                                   | Estados Unidos, Canadá                                                          | Ford Probe                 |                                 |
| Merkur Scorpio                               | Estados Unidos                                                                  | Ford Scorpio               |                                 |
| Merkur XR4Ti                                 | Estados Unidos                                                                  | Ford Sierra XR4i           |                                 |
| VW Apollo                                    | Brasil                                                                          | Ford Verona                |                                 |
| Ford Galaxy                                  | Argentina                                                                       | Ford Versailles/VW Santana |                                 |
| Plymouth Cricket                             | Estados Unidos                                                                  | Hillman Avenger            |                                 |
| Dodge Polara/1500                            | Brasil (como Polara) Argentina (como 1500)                                      | e as                       |                                 |
| Volkswagen 1500/VW Rural 1500                | Argentina                                                                       | e as                       |                                 |
| Toyota Lexcen                                | Austrália                                                                       | Holden Commodore           |                                 |
| Chevrolet Kommeo/Constantia/El Camino        | África do Sul                                                                   | Holden Kingswood           |                                 |
| Mazda Roadpacer                              | Japão                                                                           | e as                       |                                 |
| Chevrolet SS                                 | África do Sul                                                                   | Holden Monaro              |                                 |
| Chevrolet de Ville                           | África do Sul                                                                   | Holden Statesman           |                                 |
| Isuzu Aska                                   | Japão                                                                           | Honda Accord               |                                 |
| Triumph Acclaim                              | Europa                                                                          | Honda Ballade              |                                 |
| Rover 200                                    | Europa                                                                          | Honda Civic                |                                 |
| Isuzu Gemini                                 | Japão                                                                           | e as                       |                                 |
| Rover 400                                    | Europa                                                                          | Honda Concerto             |                                 |
| Acura TL                                     | América do Norte                                                                | Honda Inspire (1995-1999)  |                                 |
| Rover 416i                                   | Austrália                                                                       | Honda Integra              |                                 |
| Isuzu Oasis                                  | Estados Unidos                                                                  | Honda Odyssey              |                                 |
| Rover Quintet                                | Austrália                                                                       | Honda Quint                |                                 |
| Mitsubishi Precis                            | Estados Unidos                                                                  | Hyundai Excel              |                                 |
| Holden Camira                                | Nova Zelândia                                                                   | Isuzu Aska                 |                                 |
| Chevrolet Aska                               | Chile , Equador                                                                 | também como                |                                 |
| Chevrolet Spectrum                           | Estados Unidos, Canadá                                                          | Isuzu I-Mark               |                                 |
| Chevrolet Gemini                             | Chile                                                                           | também como                |                                 |
| Geo Spectrum                                 | Estados Unidos                                                                  | também como                |                                 |
| Pontiac Sunburst                             | Canadá                                                                          | e as                       |                                 |
| Holden Piazza                                | Austrália                                                                       | Isuzu Piazza               |                                 |
| Vauxhall Monterey                            | UK                                                                              | Isuzu Trooper              |                                 |
| Holden Jackaroo                              | Austrália                                                                       | também como                |                                 |
| Chevrolet Trooper                            | Chile                                                                           | também como                |                                 |
| Acura SLX                                    | Estados Unidos                                                                  | e as                       |                                 |
| Opel/Vauxhall/Holden Frontera                | Europa (como Opel), excepto Reino Unido (como Vauxhall) Austrália (como Holden) | Isuzu MU                   |                                 |
| Isuzu Rodeo                                  | América do Norte                                                                | também como                |                                 |
| Honda Passport                               | Estados Unidos                                                                  | e como                     |                                 |
| Geo Storm, Asüna Sunfire                     | Estados Unidos (como Geo), Canadá (como Geo e Asüna)                            | Isuzu Impulse              |                                 |
| Ford Aspire/Festiva                          | Estados Unidos (como Aspire), Austrália (como Festiva)                          | Kia Avella                 |                                 |
| Timor                                        | Indonésia                                                                       | Kia Sephia                 |                                 |
| Saab 600                                     | Suécia                                                                          | Lancia Delta               |                                 |
| Honda Crossroad                              | Japão                                                                           | Le Rover Discovery         |                                 |
| Mazda Autozam Revue, Ford Festiva, Kia Pride | América do Norte, Coreia do Sul, Japão, Ásia, Austrália                         | Mazda 121                  |                                 |
| Suzuki Cara                                  | Japão                                                                           | Mazda AZ-1                 |                                 |
| Ford Laser                                   | Ásia, Austrália, África do Sul, Caribe                                          | Mazda 323                  |                                 |
| Ford Tonic                                   | África do Sul                                                                   | também como                |                                 |
| Sao Penza                                    | Reino Unido                                                                     | e como                     |                                 |
| Ford Telstar                                 | Ásia, Austrália, África do Sul                                                  | Mazda 626                  |                                 |
| Ford Ixion                                   | Japão                                                                           | Mazda Premacy              |                                 |
| Plymouth Arrow                               | América do Norte                                                                | Mitsubishi Lancer          |                                 |
| Dodge Challenger, Plymouth Sapporo           | Estados Unidos                                                                  | Mitsubishi Sapporo         |                                 |
| Lonsdale                                     | Reino Unido                                                                     | Mitsubishi Sigma           |                                 |
| Chrysler Sigma                               | Austrália                                                                       | também como                |                                 |
| Eagle Talon                                  | Estados Unidos                                                                  | Mitsubishi Eclipse         |                                 |
| Plymouth Laser                               | Estados Unidos                                                                  | também como                |                                 |
| Leyle Marina                                 | Austrália                                                                       | Morris Marina              |                                 |
| Austin Marina                                | Canadá, África do Sul                                                           | também como                |                                 |
| Austin America                               | Estados Unidos                                                                  | e como                     |                                 |
| Alfa Romeo Arna                              | Europa                                                                          | Nissan Cherry              |                                 |
| Ford Maverick                                | Europa, Austrália                                                               | Nissan Patrol              |                                 |
| Ford Corsair                                 | Austrália                                                                       | Nissan Pintara             |                                 |
| Holden Astra                                 | Austrália                                                                       | Nissan Pulsar              |                                 |
| Alfa Romeo Arna                              | Europa                                                                          | e como                     |                                 |
| Mercury Villager                             | América do Norte                                                                | Nissan Quest               |                                 |
| Chevrolet Monza                              | Brasil                                                                          | Opel Ascona                |                                 |
| Chevrolet Mega                               | Chile                                                                           | também como                |                                 |
| Vauxhall Viceroy                             | Reino Unido                                                                     | Opel Commodore             |                                 |
| Vauxhall Astra                               | Reino Unido                                                                     | Opel Kadett                |                                 |
| Isuzu Gemini                                 | Japão                                                                           | também                     |                                 |
| Holden Gemini                                | Austrália                                                                       | também                     |                                 |
| Pontiac LeMans                               | Estados Unidos, Canadá                                                          | também                     |                                 |
| Asüna SE                                     | Canadá                                                                          | também                     |                                 |
| Passport Optima                              | Canadá                                                                          | e como                     |                                 |
| Daewoo Nexia                                 | Coreia do Sul, Europa Oriental                                                  | também                     |                                 |
| Chevrolet San Remo                           | Colômbia , Equador                                                              | e como                     |                                 |
| Daewoo Racer/ Daewoo Pointer (Taxi)          | Chile                                                                           | e como                     |                                 |
| Cadillac Catera                              | Estados Unidos                                                                  | Opel Omega                 |                                 |
| Vauxhall Royale                              | Reino Unido                                                                     | Opel Senator/Monza         |                                 |
| Citroën Axel                                 | Europa                                                                          | Oltcit                     |                                 |
| Citroën LN                                   | Europa                                                                          | Peugeot 104                |                                 |
| Talbot Samba                                 | Reino Unido                                                                     | também como                |                                 |
| Citroën Evasion                              | Europa                                                                          | Peugeot 806                |                                 |
| Fiat Ulysse                                  | Europa                                                                          | também como                |                                 |
| Lancia Zeta                                  | Europa                                                                          | também como                |                                 |
| Eagle Medaillion                             | Canadá                                                                          | Renault 21                 |                                 |
| Sterling 825/827                             | Estados Unidos                                                                  | Rover 825/827/Sterling     |                                 |
| VW Polo Playa                                | África do Sul                                                                   | SEAT Ibiza                 |                                 |
| Isuzu Aska                                   | Japão                                                                           | Subaru Legacy              |                                 |
| Holden Cruze                                 | Chevrolet Cruze                                                                 | Suzuki Ignis               | Austrália, Japão, Nova Zelândia |
| Mazda AZ-1                                   | Japão                                                                           | Suzuki Cara                |                                 |
| Suzuki Samurai                               | Estados Unidos                                                                  | Suzuki SJ413               |                                 |
| Suzuki Sierra                                | Austrália                                                                       | também como                |                                 |
| Holden Drover                                | Austrália                                                                       | também como                |                                 |
| Geo Tracker                                  | Estados Unidos, Canadá                                                          | Suzuki Sidekick            |                                 |
| Pontiac Sunrunner                            | Canadá                                                                          | também como                |                                 |
| Asüna Sunrunner                              | Canadá                                                                          | também como                |                                 |
| Chevrolet Tracker                            | Canadá                                                                          | também como                |                                 |
| GMC Tracker                                  | Canadá                                                                          | e como                     |                                 |
| Holden Barina                                | Austrália                                                                       | Suzuki Swift               |                                 |
| Geo Metro                                    | Estados Unidos, Canadá                                                          | também como                |                                 |
| Pontiac Firefly                              | Canadá                                                                          | também como                |                                 |
| Chevrolet Sprint                             | Estados Unidos , Canadá , Chile                                                 | e como                     |                                 |
| Opel/Vauxhall Agila                          | Europa                                                                          | Suzuki Wagon R             |                                 |
| Holden Nova                                  | Austrália                                                                       | Toyota Corolla             |                                 |
| Geo Prizm                                    | Estados Unidos                                                                  | também como                |                                 |
| Chevrolet Prizm                              | Estados Unidos                                                                  | também como                |                                 |
| Chevrolet Nova                               | Estados Unidos, Canadá                                                          | e as                       |                                 |
| Holden Apollo                                | Austrália                                                                       | Toyota Camry               |                                 |
| Volkswagen Taro                              | Europa                                                                          | Toyota HiLux               |                                 |
| Chevrolet Chevair                            | África do Sul                                                                   | Vauxhall Cavalier          |                                 |
| Chevrolet Firenza                            | África do Sul                                                                   | Vauxhall Viva              |                                 |
| Ford Versailles                              | Brasil                                                                          | VW Santana                 |                                 |
| Ford Galaxy                                  | Argentina                                                                       | e as                       |                                 |